# Sara Isakovićová
Sara Isakovićová (* 9. června 1988 Bled) je bývalá slovinská plavkyně. Její hlavní disciplínou byl kraul. Získala pro Slovinsko na letních olympijských hrách první medaili z plaveckých soutěží.
Je dcerou Srba a Slovinky, jejím strýcem je házenkář Mile Isaković. Její otec byl pilotem společnosti Emirates a Sara vyrůstala v Dubaji, kde se začala věnovat plavání. Od roku 2001 se připravovala v bazénu v Radovljici. V roce 2004 se stala juniorskou mistryní Evropy na stometrové i dvousetmetrové trati. Téhož roku cestovala jako nejmladší členka slovinské výpravy na athénskou olympiádu, kde na 50 m, 100 m ani 200 m nepostoupila z rozplaveb. Na Středomořských hrách v roce 2005 získala stříbro na 200 m i 400 m volným způsobem. V červenci 2005 obsadila páté místo na 200 metrů na mistrovství světa v plavání.
Na mistrovství Evropy v plavání 2008 vyhrála závod na 200 metrů volným způsobem. Stala se tak první slovinskou plaveckou mistryní Evropy od roku 1981, kdy Borut Petrić ve Splitu vyhrál čtyřstovku. V srpnu téhož roku získala na dvousetmetrové trati stříbrnou medaili na pekingské olympiádě. Porazila ji pouze Italka Federica Pellegriniová a Isakovićová se po ní stala druhou ženou historie, která zaplavala dvoustovku v čase pod jednu minutu a padesát pět sekund. Za tento úspěch byla zvolena slovinskou sportovkyní roku 2008. Po olympiádě odešla do USA, kde ji trénovala Teri McKeeverová. V roce 2009 získala zlatou medaili na Univerziádě v Bělehradě. Na olympiádě v Londýně v roce 2012 obsadila 14. místo na 200 m v. zp., 31. místo na 100 m motýlek a 12. místo jako členka kraulařské štafety.
V srpnu roku 2014 oznámila ukončení plavecké kariéry. Vystudovala psychologii na Kalifornské univerzitě v Berkeley a působí jako mentální koučka.